# Campionatul Mondial de Scrimă pentru juniori din 2004
Campionatul Mondial de Scrimă pentru juniori din 2004 s-a desfășurat în perioada 1–8 aprilie la Plovdiv, Bulgaria.

## Rezultate

### Masculin
| Event             | Aur                 | Argint               | Bronz                                           |
| Spadă             | Oleh Sokolov (UKR)  | Tong Tuo (CHN)       | Vseslav Morgoev (RUS) · Andrea Ufficiali (ITA)  |
| Floretă           | Jun Zhu (CHN)       | Renal Ganeev (RUS)   | Brendan Meyers (USA) · Benjamin Kleibrink (GER) |
| Sabie             | Balázs Lontay (HUN) | Iliia Mokrețov (RUS) | Dmîtro Boiko (UKR) · Arnaud Drion (FRA)         |
| Spadă pe echipe   | Rusia               | Franța               | Polonia                                         |
| Floretă pe echipe | China               | Italia               | Rusia                                           |
| Sabie pe echipe   | Ungaria             | Ucraina              | Rusia                                           |

### Feminin
| Probă             | Aur                    | Argint                    | Bronz                                             |
| Spadă             | Ana Maria Brânză (ROU) | Bianca Del Carretto (ITA) | Li Tan (CHN) · Nathalie Moellhausen (ITA)         |
| Floretă           | Virginie Ujlaky (FRA)  | Serena Teo (ITA)          | Iulia Biriukova (RUS) · Gaëlle Gebet (FRA)        |
| Sabie             | Emily Jacobson (USA)   | Mariel Zagunis (USA)      | Svetlana Kormilițîna (RUS) · Sofia Velikaia (RUS) |
| Spadă pe echipe   | China                  | Franța                    | România                                           |
| Floretă pe echipe | Rusia                  | Franța                    | Polonia                                           |
| Sabie pe echipe   | Statele Unite          | Ungaria                   | Rusia                                             |

## Clasament pe medalii
| Loc   | Țară          | Aur | Argint | Bronz | Total |
| ----- | ------------- | --- | ------ | ----- | ----- |
| 1     | China         | 3   | 1      | 1     | 5     |
| 2     | Rusia         | 2   | 2      | 7     | 11    |
| 3     | Statele Unite | 2   | 1      | 1     | 4     |
| 3     | Ungaria       | 2   | 1      | 0     | 3     |
| 4     | Franța        | 1   | 3      | 2     | 6     |
| 5     | Ucraina       | 1   | 1      | 1     | 3     |
| 6     | România       | 1   | 0      | 1     | 2     |
| 7     | Italia        | 0   | 3      | 2     | 5     |
| 8     | Polonia       | 0   | 0      | 2     | 2     |
| 9     | Germania      | 0   | 0      | 1     | 1     |
| Total | Total         | 12  | 12     | 18    | 42    |